# Lenguas zamucanas
La familia de lenguas zamuco o zamucanas es un conjunto de lenguas indígenas de América habladas en Paraguay y Bolivia.  Actualmente consiste en 2 lenguas, el ayoreo (3.030 hablantes en 2007) y el chamacoco o ïsïrï (1.800 en 2007).
Según Swadesh (1959), el grado de diferenciación interna implicaría al menos 2800 años de divergencia lingüística, aunque esta estimación es discutida por la escasa fiabilidad de los datos lingüísticos. Aunque las lenguas son mal conocidas fueron documentadas y se escribió una gramática del zamuco tan tempranamente como en 1696.
Desde la promulgación de la Constitución Política el 7 de febrero de 2009 el zamuco es una de las 36 lenguas indígenas oficiales de Bolivia.

## Clasificación

### Lenguas de la familia

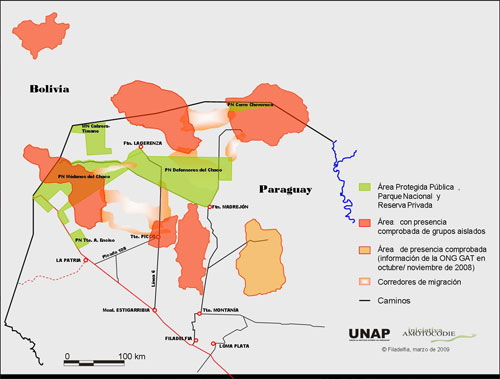
mapa de supuesta presencia de los últimos grupos Ayoreo (Totobiogosode) no contactados en Paraguay.

Usualmente se distinguen dos lenguas el ayoreo y el chamacoco. Algunos autores proponen que se trata de una macrolengua con dos dialectos bien diferenciados por lo que tratan a las lenguas zamucanas como una lengua aislada con dos variantes. Sin embargo, otros autores debido a las notables diferencias entre el ayoreo y el chamacoco, los consideran como dos lenguas diferentes. Se conocen otras dos lenguas extintas que podrían estar relacionadas con el ayoreo-chamacoco: el guarañoca y el zamuco, ambos hablados en Santa Cruz (Bolivia).

### Relación con otras lenguas
Desde el inicio del estudio de las lenguas del Chaco, ha existido un cierto debate en torno a la cuestión del parentesco de las lenguas del Chaco: zamucoano, mascoyano y mataco-guaicurú.
Ahora que están disponibles diccionarios y descripciones gramaticales, la cuestión ha vuelto a debatirse sobre una mejor evidencia. En cualquier caso está claro que estas lenguas comparten un cierto número de rasgos tipológicos tanto gramaticales como fonológicos, lo cual no necesariamente indica parentesco, pero sugiere algún tipo de contacto estrecho prolongado entre las mismas, como mínimo. Entre estos rasgos están la nasalización como rasgo distintivo y la existencia de armonía vocálica, y ausencia de grupos consonánticos complicados. También está bastante extendido el patrón activo o ergativo con orden básico SVO (en oraciones transitivas) y VS (en oraciones intransitivas). La persona gramatical es marcada mediante prefijos tanto en el nombre como en el verbo. En el nombre se da con frecuencia una distinción entre posesión alineable/inalienable. 
La cuestión última del parentesco depende especialmente del avance del trabajo sobre las lenguas zamucoanas y mascoyanas, después del cual podría abordarse una comparación de mayor alcance sobre las familias del Chaco.